# 390
Cette page concerne l'année 390  du calendrier julien. Pour l'année 390 av. J.-C., voir 390 av. J.-C. Pour le nombre 390, voir 390 (nombre).
L'année 390 est une année commune qui commence un mardi.

## Événements

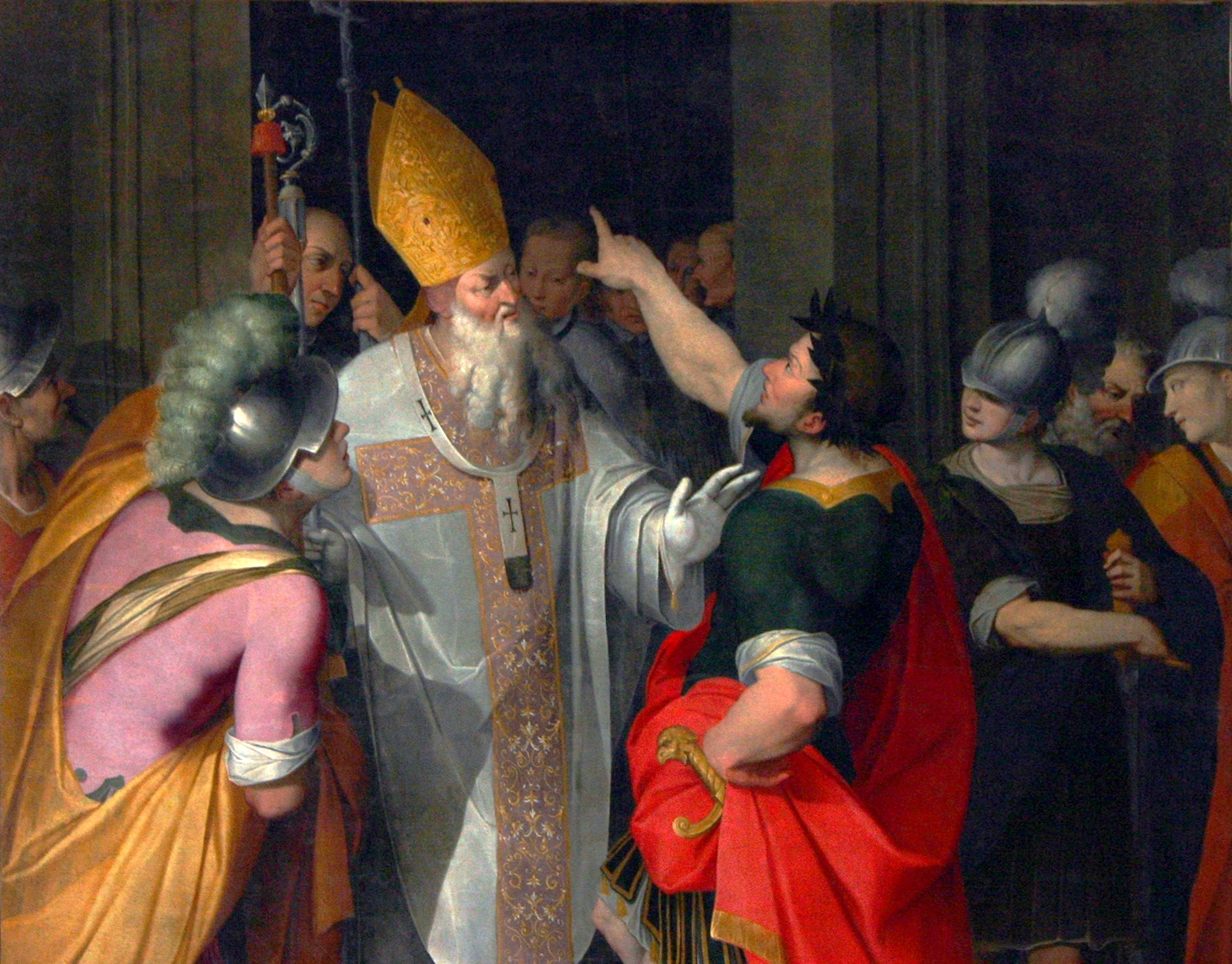
Ambroise excommuniant Théodose, toile de Camillo Procaccini, 1745.

- Avril : massacre de Thessalonique. Les marchands et artisans de Thessalonique se soulèvent après qu'on les ait privés de courses, à la suite de l'emprisonnement d'un cocher qui avait entretenu des relations homosexuelles. Le commandant de la garnison Butheric et des officiers impériaux sont tués. Ayant ordonné le massacre de 7000 insurgés dans le cirque, l'empereur Théodose Ier est excommunié par Ambroise de Milan. Il est contraint à une expiation publique[1].
- 6 août : Théodose proclame un édit condamnant les rapports homosexuels par le bûcher[2].
- 25 décembre : l'évêque Ambroise de Milan absout Théodose Ier, après l'avoir forcé à faire pénitence publiquement pour le massacre de milliers de civils rebelles en Thessalonique[3].

- Inde : À la mort de Rudrasena, son épouse Prabhavatigupta, fille de Chandragupta II assure la régence de l’empire Vakataka (390-405)[4].
- Concile de Sidé en Pamphylie, réunit par l'évêque d'Iconium Amphiloque, qui condamne les Euchites ou Messaliens, déjà chassés d'Antioche par Flavien[5].
- Érection de l'obélisque de Théodose sur l'hippodrome de Constantinople[3].

## Naissances en 390
- Galla Placidia, fille de Théodose Ier, épouse de Constance III et mère du futur empereur d'Occident Valentinien III.

## Décès en 390
- 25 janvier : Grégoire de Nazianze (ou 389).
- Aurelius Victor, Haut fonctionnaire, ancien préfet de Rome (préfet de la Ville), historien.
- Buthéric, officier militaire romain.